# Hauenstein (Nadrenia-Palatynat)
Hauenstein – miejscowość i gmina w Niemczech, w kraju związkowym Nadrenia-Palatynat, w powiecie Südwestpfalz, siedziba gminy związkowej Hauenstein.